# Иванов, Николай Мартынович
Николай Мартынович Иванов (1838—?) — русский военный деятель, генерал-лейтенант (1900). Герой Кавказской и Русско-турецкой войн. Участник Крымской и Русско-японской войн.

## Биография
Родился 25 апреля 1838 года[по какому календарю?]. В 1848 году вступил в службу юнкером Михайловского Воронежского кадетского корпуса. В 1856 году после окончания Константиновского кадетского корпуса выпущен прапорщиком в Кавказский сапёрный батальон.

Участвовал в Крымской и Кавказской войнах. В 1858 году произведён в подпоручики, в 1859 году — в поручики; 8 сентября «за храбрость» был награждён орденом Св. Георгия 4-й степени (№ 10159): 
За отличие в делах против неприятеля
В 1863 году произведён в штабс-капитаны, в 1865 — в капитаны, в 1871 — в подполковники.
В 1876 году назначен командиром 3-го Кавказского сапёрного батальона; в 1877 произведён в полковники. Участвовал в Русско-турецкой войне и в 1877 году был награждён Золотым оружием «За храбрость». C 1878 года — командир 164-го Закатальского пехотного полка.
В 1892 году произведён в генерал-майоры с назначением командиром 2-й бригады 15-й пехотной дивизии. С 1898 года — начальник 52-й пехотной резервной бригады. В 1900 году произведён в генерал-лейтенанты с назначением начальником 4-й стрелковой бригады и начальником 15-й пехотной дивизии.
Участник Русско-японской войны; с 1905 года — главный начальник санитарной части при главнокомандующем морскими и сухопутными силами Н. П. Линевиче.

## Награды
В числе наград Николая Мартыновича Иванова:
- Орден Святого Георгия 4-й степени  (1859)
- Орден Святого Станислава 2-й степени с Императорской короной  (1868)
- Орден Святой Анны 2-й степени  (1871)
- Орден Святого Владимира 4-й степени  (1874)
- Золотое оружие «За храбрость» (1877)
- Орден Святого Владимира 3-й степени  (1883)
- Орден Святого Станислава 1-й степени  (1895)
- Орден Святой Анны 1-й степени  (1899)
- Орден Святого Владимира 2-й степени  (1903)
- Орден Белого орла с мечами (1905)
- Орден Святого Александра Невского (1906)